# Albánia a bronzkorban
Albánia a bronzkorban számottevő és összetett, csak részlegesen rekonstruálható etnikai, társadalmi, technológiai és műveltségbeli változások színtere volt, amelyek láncolatának eredményeként az őskori paleobalkáni népesség helyét a kora vaskorral az illírek ősei, a preillírek vették át. Az albániai bronzkor kronológiailag hozzávetőlegesen átívelte az i. e. 2. évezredet. Kezdetét jellemzően az i. e. 3. évezred nagy indoeurópai vándorlásának nyugat-balkáni lezárulásához kötik, bár e folyamat részleteiről és etnokulturális következményeiről csak elméletek ismertek. A korai bronzkorról kevés régészeti adat áll rendelkezésre, de nagy vonalakban a korábbi kőrézkori műveltségelemek továbbélése jellemezte, emellett – egyes vélemények szerint a keletről bevándorló proto-indoeurópai népesség hatására – megerősödött a legeltető állattartás szerepe, megjelentek az első bronztárgyak és halomsírok. A régió a középső bronzkorban már egy társadalmi és technológiai szempontból is fejlettebb műveltség otthona volt: közösségeik egy kialakulóban lévő patriarchális rend jeleit mutatták, a bányászati és kohászati ismeretek elsajátításával kialakult fejlett bronzművességük, elsősorban a minószi és mükénéi civilizációk hatására pedig differenciálódott tárgyi kultúrájuk. A kiegyensúlyozott társadalmi-gazdasági fejlődés – az égei civilizációk lehanyatlásával párhuzamosan – a bronzkor utolsó szakaszával megakadt: bár továbbtökéletesedett kézművességük lehetővé tette volna az intenzívebb mezőgazdasági termelést és ezzel a megnövekedett népesség ellátását, az i. e. 13. századdal beköszöntő kedvezőtlen klimatikus változások égető termőföldhiányt idéztek elő. Harc folyt a földekért és a legelőkért, kialakult a faluközösségek – egyes elméletek szerint harcosokból álló – vezető rétege, a magaslatokon pedig megjelentek az első erődítések. Ez utóbbiak a vaskori illír protourbán települések közvetlen előképeinek tekinthetőek, ahogy a késő bronzkorban megszaporodó halomsírokat is több helyütt akár az i. e. 5. századig is használta a környék – a sírmellékletek elemzése és antropológiai vizsgálata alapján nemegyszer a késő bronzkor óta kontinuus – illír népessége. Ezen okokból a bronzkor kései szakaszára a vaskori illírség közvetlen elődei, a preillír alapnépesség kialakulásának korszakaként tekint a régészettudomány.

## Korszakolás
Az ókort megelőző időszakban a bronzkor volt a legdinamikusabb gazdasági, technológiai, társadalmi és kulturális fejlődés időszaka a mai Albánia egész területén, azaz a neolitikum óta folyamatosan lakott déli vidékeken, a maliqi kultúra hatókörén túl a korábban kevésbé benépesült északi régiókban is. A mind intenzívebbé váló mezőgazdasági tevékenység következtében felgyorsult a természet átalakításának irama, a korábban kiterjedt erdőségek megfogyatkoztak, helyüket irtásföldek, majd telepített olajfaligetek és egyéb mezőgazdasági kultúrák vették át. Feltehetően a kőrézkorban keletről bevándorló nomád állattartó népek szintén hatottak az itt élő mediterrán népesség gazdálkodási formáira: a korábban már letelepült életmódot folytató közösségeket nagyobb mobilitásra kényszerítette a legeltető állattartás. Bár eleinte továbbra is a kő és szaru szerszámok jellemezték a bronzkorba lépő népesség tárgyi kultúráját, megjelentek az első bronzeszközök és -fegyverek is, és kultuszaik változásának jeleként az első halomsírok.
Az előzőekben felvillantott társadalmi-gazdasági folyamatok, kulturális jelenségek és technológiai vívmányok a bronzkor kezdeti szakaszára jellemző kiinduló állapotokat mutatják be. Az albániai bronzkor csaknem egy egész évezredet, hozzávetőlegesen az i. e. 2. millenniumot átívelő története során ezek csupán nyitányai voltak annak az összetett folyamatnak, amely a helladikus civilizáció hanyatlásával, a vaskor elérkeztével már többé-kevésbé ismert preillír kultúra kialakulásával ért véget. A régészeti-történeti munkák e fejlődési folyamat, az albániai bronzkor három szakaszának – korai, középső és késő bronzkor – elhatárolását jobbára azonos jellemzőkben ragadják meg. Az alábbi fejezetekben ezeket bővebben is tárgyaljuk, az itt következő táblázat csupán nagy vonalakban foglalja össze az egyes korszakokra vonatkozó sajátosságokat.
|                   | Korai bronzkor                                                                   | Középső bronzkor                                                                                      | Késő bronzkor                                                                                           |
| ----------------- | -------------------------------------------------------------------------------- | --- | --- |
| Népesedéstörténet | A nagy indoeurópai vándorlás lezárulása                                          | | Glasinaci kultúra, preillír népesség                                                                    |
| Társadalom        |                                                                                  | Patriarchális közösségek                                                                              | Vezető réteg kialakulása (harcosok?)                                                                    |
| Gazdaság          | Legeltető állattartás szerepének megerősödése                                    | Bányászati és kohászati ismeretek, égei kereskedelmi kapcsolatok, kiegyensúlyozott gazdasági fejlődés | Fejlettebb bronzeszközökkel intenzívebb növénytermesztés, földigény megnövekedése → harc a termőföldért |
| Település         | Kőrézkori településtípusok, szórványosan tellhalmok (dél) és boronaházak (észak) | Települések körüli palánkok megjelenése                                                               | Magaslati erődítések megjelenése                                                                        |
| Fémművesség       | Kőrézkori technológia továbbélése, bronzeszközök importja                        | Bronzeszközök helybeni előállítása                                                                    | Bronzeszközök tökéletesedése, helyi típusok megjelenése                                                 |
| Agyagművesség     | Kőrézkori hagyomány technológiai és formai leegyszerűsödése                      | Technológiai és tipológiai fejlődés (égei hatás)                                                      | Technológia és tipológia területi differenciálódása (devolli kerámia)                                   |
| Temetkezés        | Halomsíros temetkezés megjelenése                                                | Halomsíros temetkezés általános elterjedése                                                           | Halomsíros temetkezés általános elterjedése                                                             |

Abban, hogy az egyes fenti folyamatok, illetve az általuk jelölt korszakok az abszolút kronológia szempontjából hol helyezkednek el, már valamelyest számottevőbbek a szakirodalomból kibontakozó eltérések. Ezt mutatja be az alábbi táblázat:
| Forrás                                  | Korai bronzkor            | Középső bronzkor     | Késő bronzkor   |
| --------------------------------------- | ------------------------- | -------------------- | --------------- |
| Ceka 2013                               | i. e. 2100–1800           | i. e. 1800–1500      | i. e. 1500–1200 |
| Korkuti 2013                            | i. e. 2200–1900/1800      | i. e. 1850–1700/1600 | i. e. 1600–1100 |
| Gilkes 2013                             | i. e. 2200–1200           | i. e. 2200–1200      | i. e. 2200–1200 |
| Jacques 2009                            | i. e. 2100–1800           | i. e. 1800–1500      | i. e. 1500–1100 |
| Wilkes 1992 (a nyugat-balkáni bronzkor) | i. e. 1900/1800–1600/1500 | i. e. 1600/1500–1300 | i. e. 1300–1200 |

## Népesedéstörténet
Az albániai őstörténet egyik nagy kérdése, hogy a kőrézkori és bronzkori népesség műveltségi és technológiai viszonyait milyen számottevő változások érték, és ezek miként hozhatóak összefüggésbe a térséget érintő népvándorlási folyamatokkal. E kérdésfeltevéssel a kutatók végső soron arra keresik a választ, hogy milyen népesedéstörténeti eseményláncolat vezetett el a görögök által az i. e. 1. évezredben pelaszgoknak nevezett népelemek, illetve az i. e. 5. század környékén az írott forrásokban is megjelenő illírek kialakulásáig. Az i. e. 3. évezred során a kelet-európai sztyeppékről nomád, proto-indoeurópai népességelemek érkeztek a Balkán-félsziget térségébe. E vándorlási folyamat részletei – a kibocsátó területek pontos elhelyezkedése, a vándorlás üteme és az abban részt vett néptömegek számbelisége stb. – nem ismertek. Marija Gimbutas elmélete szerint az első indoeurópai csoportok már az i. e. 5. évezred közepén felbukkantak Dobrudzsa vidékén, majd a kőrézkor végéig még két nagyobb hullámban indultak meg Európa vidékei felé. Eszerint az elsők között, a neolitikum végén jelentek meg a trákok ősei a Balkán térségében, és az i. e. 3. évezred végéig további indoeurópai csoportok követték Délkelet-Európába. További népszerű elmélet, hogy az i. e. 3. évezred végének egyetlen, hatalmas beköltözési hulláma rajzolta át a Balkán térképét. Nyelvészeti megközelítésben a bolgár Vladimir Georgiev ugyan elfogadta a sztyeppei indoeurópai népek egyszeri, tömeges bevándorlásának késő kőrézkorra való keltezését, de valószínűsítette, hogy kisebb csoportjaik már az újkőkor végétől megjelentek a régióban, és magukkal hozták indoeurópai nyelvüket is. Úgy vélte ugyanis, hogy amennyiben a nyugat-balkáni népesség nyelvének indoeuropaizálódása csupán a kőrézkor végén, az i. e. 3. évezred végén történt meg, az meglehetősen fejlett nyelvi állapotok behozatalát feltételezi. Másként ugyanis nem magyarázható, hogy az egy évezreddel későbbi balkáni indoeurópai nyelvek, az ógörög, az illír, a trák stb. meglehetősen különböztek egymástól.
Ha a nagy indoeurópai vándorlás részletei ismeretlenek is, annyi bizonyos, hogy a kőrézkor végéig a folyamat lezárult a Duna-medencétől a Sztruma, a Vardar, a Drin, a Shkumbin és a Vjosa folyók völgyein át a Píndosz vonulataiig húzódó nyugat-balkáni területeken. Afelől azonban megoszlanak a vélemények, hogy mindez milyen hatással volt a paleobalkáni őslakosok etnikai összetételére. Egyes elméletek szerint a hatás drámai volt: az újonnan érkezők az addig itt élő, ún. mediterrán vagy baszkoid népeket asszimilálták vagy fokozatosan nyugat felé szorították. Ezek szerint a proto-indoeurópaiak nagy szerepet játszottak a helyben élő népesség műveltségi és etnikai viszonyainak átalakulásában: ezek a népek hozták el a réz és a bronz ismeretét a Duna-medencébe, majd az attól délre fekvő területekre, de ugyancsak e keletről érkező „sztyeppei népek” műveltségjavai között tartják számon a mai Albániában a bronzkor elején elterjedt égetetlen szürkekerámiát, egyes fegyvertípusokat és a halomsíros temetkezést. Ettől jelentősen eltérnek azok az elméletek, amelyek szerint a paleobalkáni népesség műveltségét a keletről beáramló idegen elemek csak konszolidálták, de nem számolták fel vagy rajzolták át drámaian. Ez utóbbival összhangban Muzafer Korkuti, az albániai őstörténet vezető régésze az ismert adatok elemzése alapján úgy vélte, hogy a kőkori műveltségi javak kölcsönös asszimilációs folyamatok hosszú során keresztül cserélődtek az egyes népességek között, amit a kőrézkor robbanásszerű társadalmi és gazdasági fejlődése felgyorsított, és ez a folyamat a bronzkor beköszöntéig lezártnak volt tekinthető. Az albán régészettudományban népszerű értelmezés szerint a bronzkori tárgyi kultúra nem egy korábban elpusztult műveltség romjaira települt, hanem a kőrézkor óta folyamatosan, megszakítás nélkül ott élő, a bevándorlók által magukkal hozott műveltségjavakat átvevő őshonos népességhez kötődött. Ebben a kőrézkori és bronzkori népességben az albán régészet szívesen látja a protoillíreket (Frühillyrer) vagy preillíreket (Urillyrer), a vaskori illírek közvetlen elődeit, azaz a bronzkorra az albán etnogenezis szempontjából meghatározó fontosságú korszakként tekint. Az elméletet kétségessé teszi, hogy Albániától eltávolodva, a Nyugat-Balkán egészét tekintve is megállapítható, hogy a kőrézkori és kora bronzkori régészeti adatok szűkössége nem kedvez az i. e. 3. évezredtől az i. e. 1. évezred közepéig ívelő, bizonyítékokkal alátámasztható etnogenezisek felvázolásának. A késő bronzkor időszakából már jóval több adat áll rendelkezésünkre. Ezek lehetővé tették az i. e. 13. századtól kibontakozó mat–glasinaci kultúra körvonalazását, amelynek műveltségelemei az i. e. 5. századi illírek kultúrájából is ismertek. Más szóval a késő bronzkori népességre nagyobb bizonyossággal tekinthetünk a vaskori illírek őseiként, jóllehet, magára az illírek etnikai és nyelvi egységére vonatkozó tudásunk is meglehetősen mozaikos. Minden ezt megelőző korszakra vonatkozó etnogenezis, így például az albán régészettudomány protoillír-elmélete szükségképpen leegyszerűsítő. Noha ahhoz nem fér kétség, hogy a vaskori illír alapnépesség kialakulásában fontos szerepet játszottak a kőrézkori és bronzkori népesedéstörténeti folyamatok, de ezek a feltételezettnél jóval összetettebbek és számosabb kérdőjellel terheltek voltak.

## Korai bronzkor (i. e. 2200/2100–1900/1800)
A bronzkor korai szakaszából ismert települések száma viszonylag kevés, a régió benépesültségéről leginkább közvetett adataink vannak (temetkezési helyek, eszközleletek). A neolitikum óta lakott, letelepedett növénytermesztő népességnek otthont adó Maliq és a környező települések cölöp- és veremházai mellett jellemzően a korábbi korszakokban benépesített barlangokat lakta a kora bronzkori népesség (Katundas, Tren, Benjë-Novosela, Konispol stb.). Az intenzívebbé váló állattartás következtében a már korábban benépesült termékeny völgyek és medencék mellett az ember kezdte meghódítani a magasabban fekvő területeket is. A régészeti adatok szűkössége miatt nem állapítható meg, hogy a korábbi korszakok településformáiban a bronzkor beköszöntével milyen változások álltak be, bár szórványos adatok új település- és háztípusok megjelenéséről vallanak. A Shkodrához közeli Gajtan lakói egy teraszosan kialakított domboldalban építették fel sárral tapasztott boronaházaikat, ami a dalmát partvidékről kiinduló cetinai kultúra hatását tükrözi. A Korça melletti Sovjannál egy a bronzkor korai szakaszától a vaskor elejéig lakott települést tártak fel, amely egy 160 méteres átmérőjű és 3 méter magas mesterséges dombra épült ún. A típusú telltelep volt.
Az agyagművesség alakulására két ellentétes irányú fejlődés hatott. Egyfelől a korabeli makedóniai és thesszáliai kerámialeletekkel, az armenokhóri kultúrával rokonítható, jellemzően vastag falú, szürke vagy szürke vonalfestéses fekete fazekastermékek, az impressokerámiák technológiájukban, formakincsükben és ornamentikájukban egyaránt a neolitikus és kőrézkori hagyományt vitték tovább. Másfelől – egyes elméletek szerint az i. e. 3. évezred végéig bevándorló proto-indoeurópaiak hatására – megfigyelhető az égetetlen, leegyszerűsödött tipológiájú és díszítésű szürkeedények megjelenése is. Az ornamentikát jóformán csupán az edények szájának ujjbeggyel való becsipkedése, illetve a hasukra illesztett, szalagszerű barbotindíszítés jelentette, jóllehet, éppen Maliqban a már a kőrézkorban elterjedt barbotintechnika a bronzkor korai szakaszára eltűnt.
A bronzkor elejére a temetkezési szokásokban forradalmi változások álltak be. Addig a halottakat magzati pozícióban oldalukra fektetve, többnyire házaik padlójába ásott sekély sírokba hantolták, ekkor azonban – egyes elméletek szerint ugyancsak a kelet-európai bevándorlók révén – megjelent a halomsíros temetkezés a mai Albánia területén: a Mat vidékén nyolcvankét, Pazhokban hét, Piskovában négy, Shkrelben három, Dukatban egy korai halomsírt tártak fel. Halottaikat sok esetben továbbra is magzati pozícióban jobb oldalukra, de új elemként egyre gyakrabban hátukra fektetve, felhúzott lábakkal helyezték nyugalomra, ami a sztyeppei kultúrák sajátossága. A halott fölé földből, kőből vagy föld és kő elegyéből nagyobb halmot emeltek. Frano Prendi a Mat-vidéki halomsírokon végzett anyagvizsgálatai eredményeként megállapította, hogy a halott fölé emelt halmokat törött cserépedényekkel kevert földből és kőből hányták. Az így kialakított halmok magassága 0,5 és 5 méter, átmérőjük 8 és 44 méter között váltakozott. A központi pazhoki sír például 5 méter magas és 32 méter átmérőjű, a legnagyobb ismert albániai halomsír, a kamenicai átmérője pedig 44×75 méter volt. Az idők során jellemzően a legkorábbi sírhalmot bővítették további sírhelyekkel, ezzel növelve magát a halmot, egy idő után pedig egy újabb halomsírt alakítottak ki az eredeti mellett. A központi sírt, vagyis a későbbi halomsír legkorábbi sírhelyét jellemzően kövekből vagy folyami kavicsokból kirakott körkörös sávval vették körbe, bár az nem világos, hogy ezt a temetkezési szokások részeként alakították-e ki vagy a naptisztelethez fűződő rituális szerepük volt. Egyes feltételezések szerint a korai bronzkorban megjelenő halomsírok jellemzően a közösségek vezetőinek nyughelyei voltak, ennek azonban ellentmond a Pazhoknál feltárt központi halomsír, amelyben egy férfi és egy nő csontvázát tártak fel a régészek, Shtojban pedig egy négytagú család földi maradványait rejti a központi sír. Emellett, ha eleinte szórványosan is, de megjelent a hamvasztásos, urnás temetkezés is a régióban. A sírmellékletek között megjelentek a bronzkardok, -tőrök és -dárdák, arany és bronz ékszerek, cserépedények és munkaeszközök. Az egyik pazhoki halomsírban a mai Ljubljana vidékéről általánosan ismert ivóedényt találtak, ami az észak–déli adriai-parti kereskedelem fejlettségét igazolja, a shtoji sírok leletei között pedig a cetinai kultúra ismertetőjegyeit hordozó vonaldíszes vázatöredékek találhatóak. A kevésbé jellemző sírmellékletek között említendő egy maliqi sírban talált ökörkoponya, a központi shtoji halomsírban pedig négy hegedű formájú terrakottafigurát találtak, amelyek a feltételezések szerint az ott nyugvó család tagjait jelképezték.

## Középső bronzkor (i. e. 1850/1800–1700/1500)

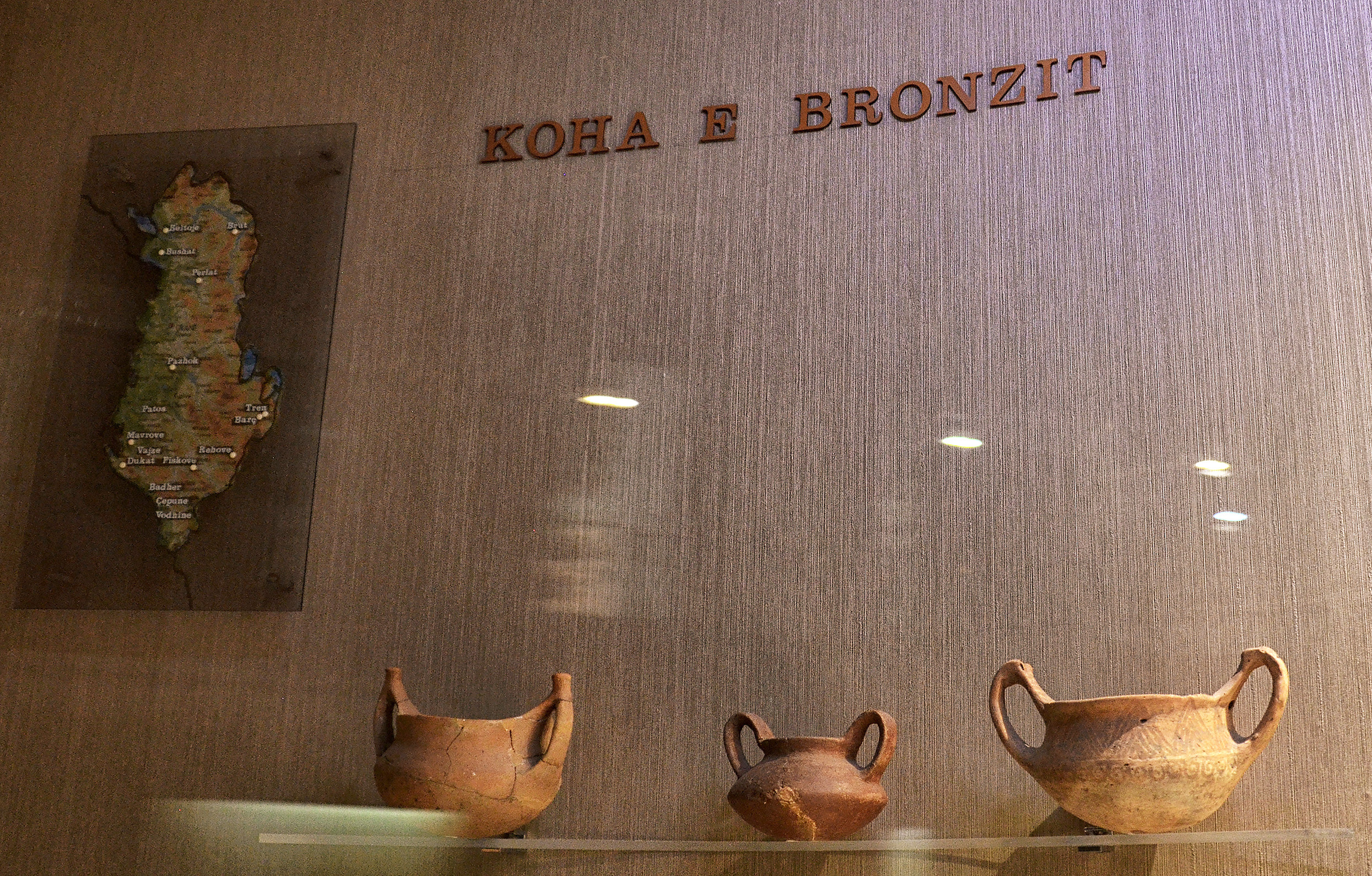
Bronzkori kerámiaedények a tiranai Nemzeti Történeti Múzeum tárlatán

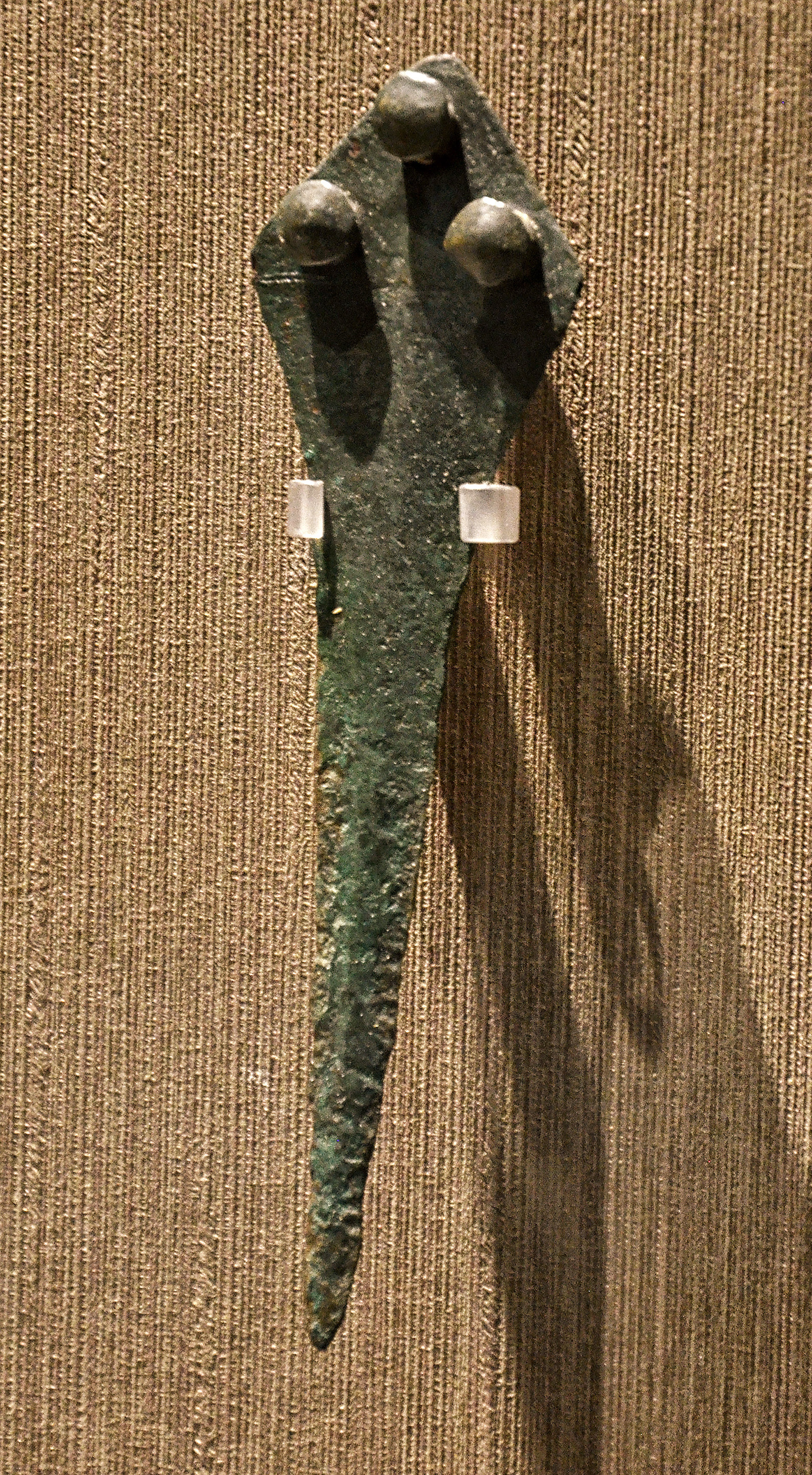
Bronzkori tőr Albánia területéről

A bronzkor középső szakaszát differenciáltabb életmód, egyszersmind kiegyensúlyozott gazdasági fejlődés jellemezte, az állattenyésztés és a növénytermesztés, valamint a bányaművelési, kohászati és fémfeldolgozási technológiák fejlődésének köszönhetően a fémművesség is egyre magasabb szintre lépett. Az egyes régiók közötti kapcsolatok a mobilisabb életmódot megkívánó állattartás révén a belső területeken is felélénkültek, de az Adriai-partvidéken hatványozottan fellendült az egyes régiók közötti, vízi úton zajló kereskedelem. Ez utóbbinak köszönhetően nem csupán az Adria-medence nyugati oldalán élő csoportok műveltségjavai cserélődtek, de egyre erősödő hatást fejtettek ki a mai Albániától délre virágzó égei (minószi és mükénéi), és kisebb részben az itáliai kultúrák is. A kultúrák kölcsönhatását a korabeli albániai lelőhelyek (Maliq, Nezir stb.) tárgyi kultúrája közötti, egyre sokasodó tipológiai egyezések jelzik a fegyverek, eszközök, ékszerek stb. vonatkozásában, ami az eljövendő mat–glasinaci-kultúra kialakulását vetítette előre.
A legjelentősebb középső bronzkori települések a mai Albánia területéről a már a korábbi korszakokban is lakott Maliq és Gajtan, valamint a neziri, katundasi, treni, benjë-novoselai és konispoli barlangok voltak, újabb települések születésére – a kora bronzkori pazhoki, dukati és piskovai mellett – az ebben a korszakban keletkezett halomsírok utalnak (Mat-vidék, Barç, Vajza, Bajkaj, Vodhina). Maliq középső bronzkori rétegeinek feltárása alapján továbbra is favázas házakban éltek, de a mintegy fél méteres magasságban fennmaradt fennálló falaik alapján tudjuk, hogy épületszerkezeti újításként a házak hátsó végét félkörívesen, apszisszerűen alakították ki. Vashtëmia lakói a bronzkorban továbbra is – a neolitikumból már ismert – szabad tűzhellyel felszerelt cölöpházaikban laktak. Ha építészeti szempontból nem is történtek forradalmi változások a korábbi korszakokhoz képest, ebben az időszakban jelentek meg a kor emberének települései körül az első, a lakhely védelmét szolgáló egyszerű palánkok.
A középső bronzkorra nagymértékben megfogyatkoztak a korábban kőből, szaruból, rézből készült eszközök és fegyverek, a tárgyi kultúrában egyre dominánsabb lett a bronz. A még inkább kőrézkori jellegű albániai korai bronzkorból való átmenet a középső bronzkorba annyira egyenletesen ment végbe, hogy nehéz a két korszak közötti cezúrát e szempontból meghúzni. A különbség a két korszak fémművessége között elsősorban technológiai jellegű, az ásatásokról előkerült öntőformák alapján ugyanis a középső bronzkorra általánossá vált a bányászati ismeretek elterjedése és a bronz helybeni előállítása. A pazhoki halomsírból előkerült, a thesszáliai és mükénéi stílust utánzó bronzfegyvereket például szintén helyi mesterek készítették.
A fazekasság technológiai és tipológiai vonatkozásban egyaránt fejlődött: jobb minőségű kerámiák kerültek ki a középső bronzkori mesterek keze alól. Edényeik kevésbé matt falát finomabbra simították és a korábbi edényformák továbbélése mellett újabbak is megjelentek, égei hatásra egyebek mellett a hosszú nyéllel ellátott, kerekített hasú vagy félgömb alakú tálak, minószi vázaformák, mükénéi hatásra a külixtípusú ivócsészék, peremükhöz illesztett, magasra ívelő füllel. Edényeik színvilágát régi hagyományként a gyakran szürke vonalfestéses feketekerámia jellemezte. A helyben készített fazekastermékek mellett a maliqi ásatások során nagyszámú importált kerámiaanyag is előkerült, a pazhoki halomsírokból keftiui ivókupákat tártak fel, és a cetushi leletek is az égei világgal való élénk regionális kereskedelmi kapcsolatokról vallanak. Az északi kapcsolatokat igazolják a Barç temetőjében talált, a korabeli belotići és Bela Crkva-i temetkezési helyekre jellemző edénytípusok.
A közösség életét a prosperáló gazdaság és a fejlettebb anyagi kultúra mellett egy patriarchálisabb társadalmi rend jellemezte, amit a temetkezési szokásokban beállt változások is jeleztek. Egyfelől tipológiai szempontból a korai bronzkori halomsíros temetkezés élt tovább: halottaikat sekély sírverembe hantolták, majd kő- és földhalommal fedték le, és az így kialakított halomsírt kör alakban kirakott kövekkel vették körbe. Az elterjedt típustól némileg eltér a barçi halomsíré, amelyben a halottat – mintegy kezdetleges sírkamraként – egy kőlapra fektették és kővel fedték le. Ugyanakkor a sírmellékletek gazdagodása is megfigyelhető: a halottak mellé egyre díszesebb bronzfegyvereket helyeztek el, nemegyszer – például Pazhokban, Blazban, Vajzában és Vodhinában – mívesebb kivitelű thesszáliai, lefkaszi, kükládi, krétai vagy mükénéi kardokat, tőröket, dárdahegyeket, ami szintén az égei kultúrákkal való kulturális kapcsolatok megerősödését jelzi. Az adriai térségben élő népekkel való kapcsolatokról és azok hatásáról tanúskodnak ugyanakkor a vajzai halomsírok Itáliából származó trianguláris bronztőrei, de Barç és a Mat-vidék sírjaiban baltikumi borostyán ékszereket is találtak.

## Késő bronzkor (i. e. 1600/1500–1200/1100)

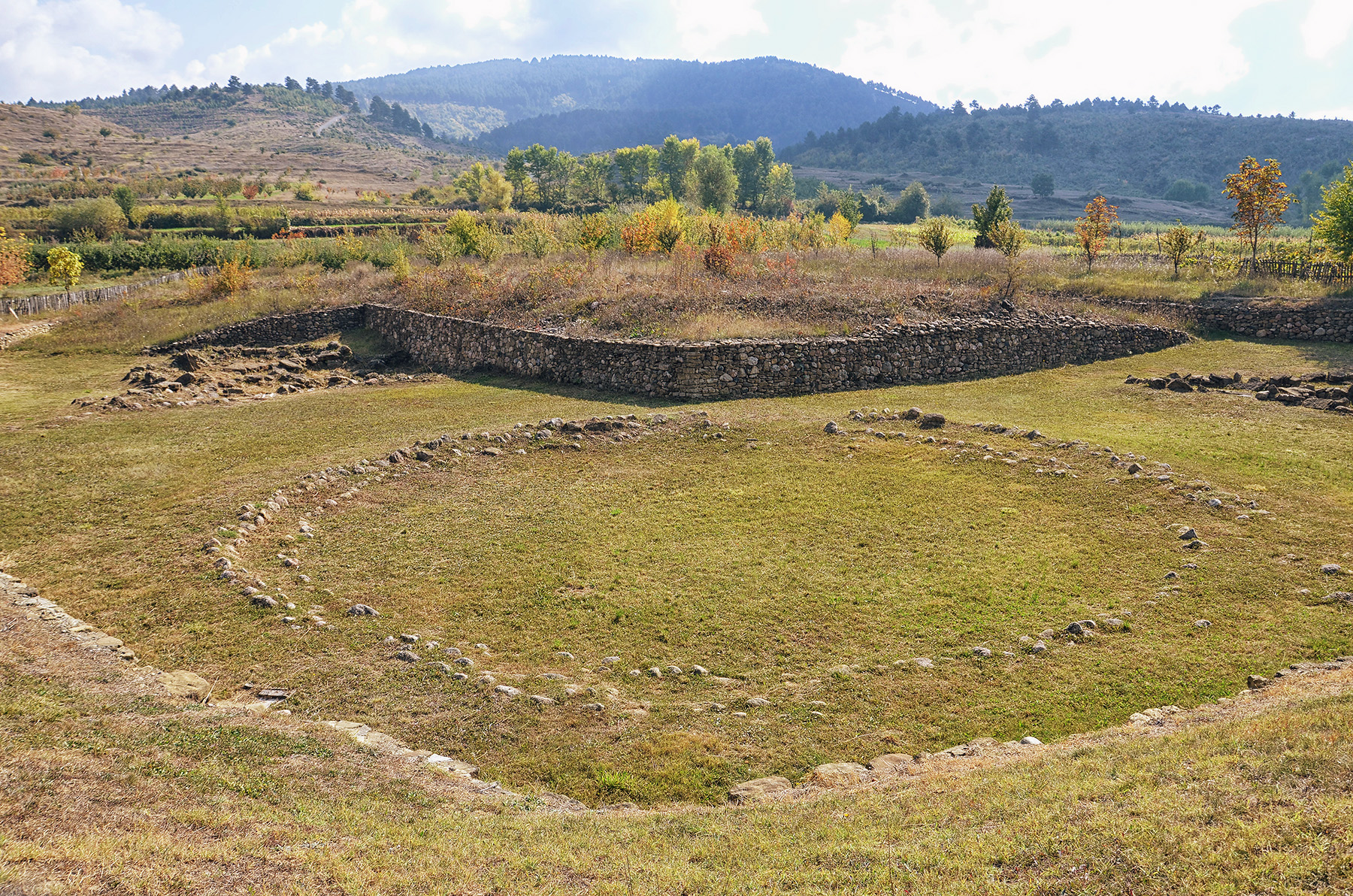
A kamenicai halomsír

A korszak halomsírjainak mellékletei alapján megállapítható, hogy a késő bronzkorra társadalmilag elkülönült csoportok irányították a helyi közösségeket. Hogy ez a vezető réteg a katonák, a papok vagy a kézművesek soraiból került ki, bizonytalan. Támpontot csupán az nyújt, hogy a középső vaskorra a mai Albánia területén általánosan a harcosok álltak a társadalmi hierarchia csúcsán, és e folyamat kezdetét jelezheti a késő bronzkori sírokból előkerült fegyverek nagy aránya. A nyugalmasabb középső bronzkort követően a késő bronzkorban, az i. e. 13. században egy fejlettebb bronzeszközökkel intenzívebb mezőgazdasági tevékenységre képes, megnövekedett népességnek kedvezőtlen klimatikus viszonyokkal kellett szembenéznie (szárazság, terméshozam visszaesése), ami kiélezte a termőföldekért és legelőkért folytatott harcot. Ugyancsak ebben az időszakban, az i. e. 13–12. században egy újabb bevándorlási hullám érte az égei világot, egyúttal helyi szinten is fokozhatta a konfliktusokat: Kis-Ázsia felől lehanyatlott civilizációkat maguk mögött hagyó indoeurópai telepesek érkeztek a régióba. A késő bronzkor hadakozásoktól terhes mivoltát látszik igazolni az is, hogy ekkor jelentek meg a mai Albánia területén az első erődítések is. A kezdetleges, kötőanyag nélkül felhúzott falak által közrezárt terület 0,4 és 20 hektár között váltakozott, és rendszerint dombtetőre épültek, ahonnan a közösség legelőit és a természetes utakat egyaránt ellenőrzés alatt tarthatták. A nagyobbakat – például Karos, Lleshan, Tren, Trajan – általában több, körkörös falrendszerrel alakították ki, és a kaput egy külön barbakánszerű építmény vagy őrtorony védte. A vaskori proto- és preurbán illír települések bronzkori előképeiül szolgáló erődítések jellemző sajátossága volt, hogy a faluközösség lakóházait a falakon kívül építették fel, és az erőd elsősorban az állatállomány vadállatok és tolvajok elleni, másodlagosan ellenséges betörések esetén a környék lakosságának védelmét szolgálta (ennek szép példája Badhra). Ugyanakkor a korszak végén megjelentek az első lakott erődítések is (Margëlliç, Piskova).

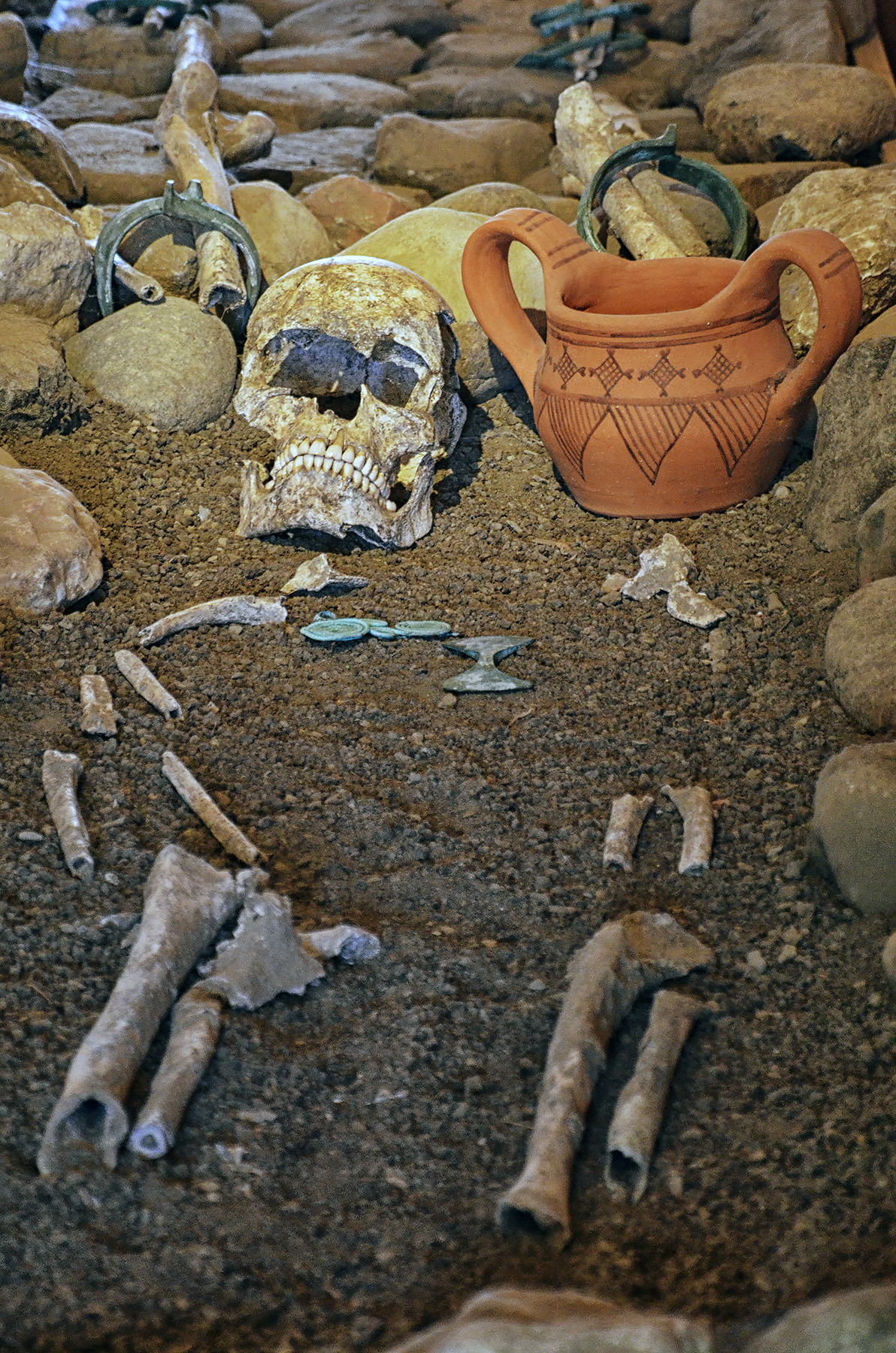
Rekonstruált bronzkori sír devolli kerámiával és bronzfibulákkal (Kamenica)

A bronzművesség ismerete eddigre általánosan elterjedt a régióban, nagy számban állították elő helyben az egyre fejlettebb munkaeszközöket és fegyvereket. Utóbbiakat főleg a mükénéi típusú fegyverek mintáján készült másolatok képviselik, de a munkaeszközök között is megjelentek az égei típusú fejszék másolatai, emellett nem volt elhanyagolható a Duna-vidék fegyvereinek utánzása sem (Nenzingen-kard, nyéllyukas balta stb.). Ugyanakkor megjelentek az első sajátosan helyi stílusú fegyverek és munkaeszközök is, például a mai Shkodra környékének fejszetípusa. A késő bronzkori, kora vaskori torovicai raktár legjelentősebb lelete a cserekapcsolatokban fizetőeszközként használt 124 bronz fejszefej, amelyből 91 kelta, 31 pedig illír-dalmata típusú volt. (A fejsze vagy balta fizetőeszközként való használatához Angliától a Közel-Keletig ismertek adatok.)
A kor agyagművességét a korábbi korszakban széles területen elterjedt formák továbbélése jellemezte, bár az égetés technológiája és a díszítés vonatkozásában megmutatkoztak az első jelentős területi különbségek. A déli területeken a vörös agyagból készült edények voltak túlsúlyban, amelyek nyitott kemencében, oxidációs égetéssel nyerték el végső formájukat. Északon az eleve sötétebb színű agyag redukciós égetésével előállított fekete kerámiák voltak általánosak. Az edények nyakát mindkét területen hasonlóan, főként szalag- és háromszögmotívumokkal díszítették. Ez alól csupán Maliq vidéke alkotott kivételt, ahol ekkor született meg a vaskori illírek déli szállásterületein később elterjedt ún. devolli kerámia prototípusa: a vékony falú kerámia csiszolt felületét kiégetés előtt és után is matt fényű barna vagy barnásvörös festékkel, geometrikus és lineáris motívumokkal díszítették. A devolli kerámia keleti és déli irányú terjedését (Makedónia, Epirusz) tudósok azzal magyarázzák, hogy az ezekre a vidékekre bevándorló preillír népesség vitte magával. A késő bronzkori kulturális kapcsolatok szempontjából jelentősek a három régészeti műveltség érintkezési pontján fekvő Pesjaka határában feltárt agyagedényleletek: bár edényeik formavilága a legerősebben a mai dél-albániai műveltséghez kötődött, a technológia és a formakincs magán viselte az égei civilizáció, valamint az Adria-vidéki cetinai kultúra hatását is.

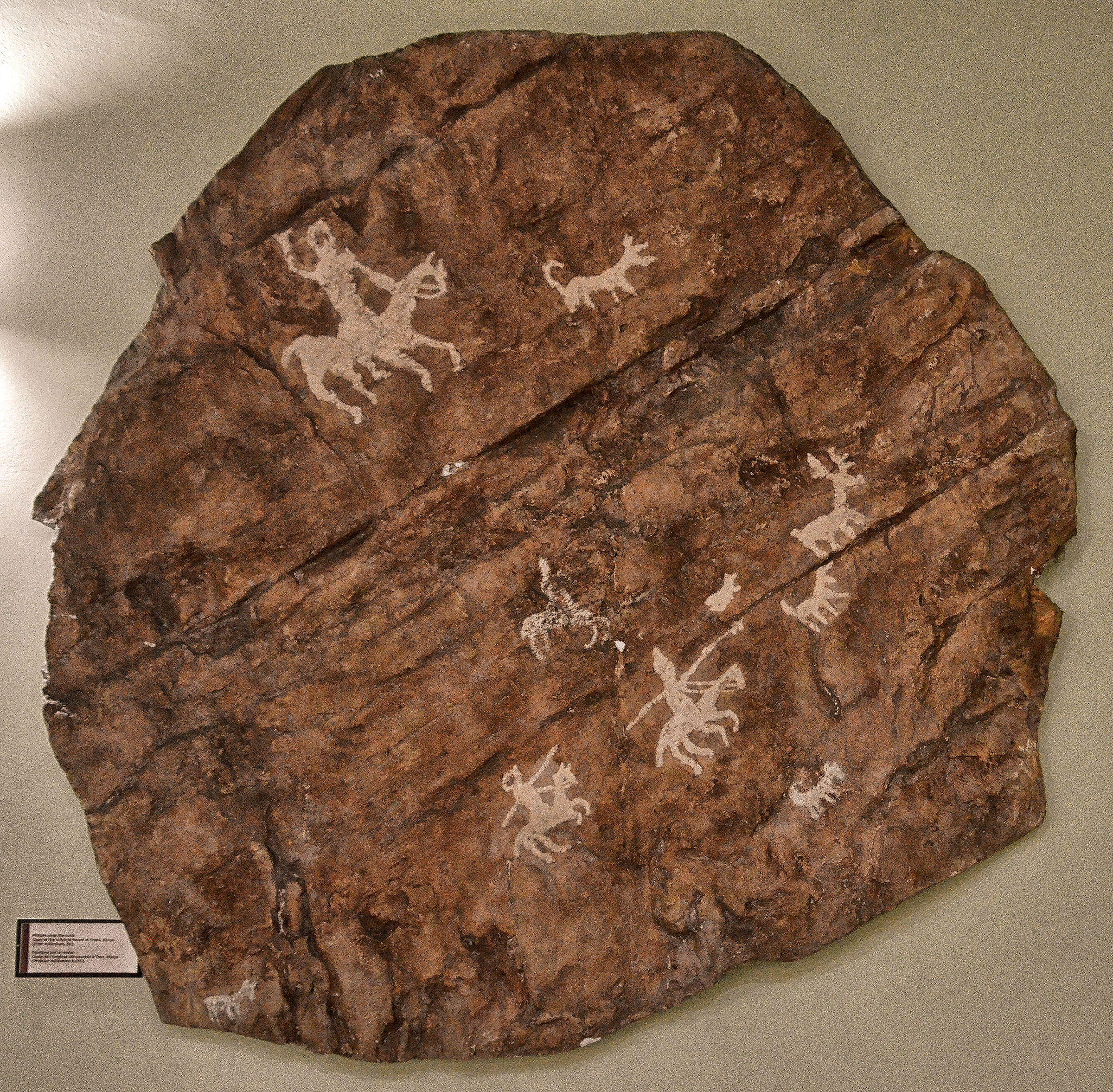
A treni sziklarajzok

A késő bronzkorból tucatnyi halomsírt ismerünk Albánia területéről. A már korábban használatba vett Mat-vidéki, pazhoki, barçi, vajzai, dukati, piskovai, bajkaji, vodhinai sírokba továbbra is temetkeztek, emellett új halomsírok emelkedtek Kruma, Çinamak, Këneta, Patos, Rehova, Rapca és Kakavija környékén. Ugyancsak erre az időszakra, az i. e. 13. századra keltezik a mindmáig legnagyobb ismert albániai tumulust, a kamenicai halomsírt. Az elliptikusan megnyúlt halomsír kelet–nyugati tengelye 75, míg észak–déli tengelye 44 méteres, magassága pedig elérte a 3 métert, 395 sírjában 420 embert hantoltak el, a sírmellékletek tételszáma pedig meghaladja a 3500-at. Ezek nagy része a vaskor évszázadaiban is használatban volt. E temetkezési helyek fontos szerepet játszanak abban az etnogenetikai elméletben, amely a késő bronzkor népét a vaskori illírek elődeinek, preillíreknek tekinti. A halomsírok legtöbbje ugyanis az illíreknek a történeti forrásokban való felbukkanásáig, az i. e. 1. évezred közepéig, sőt, akár az i. e. 2. században bekövetkezett római hódításig vagy a Mat vidékén az ókeresztény időkig is használatban volt, és leleteik alapján a bronzkor vége óta kontinuus lakossághoz köthető.
A szellemi kultúra fontos emlékei a Tren közelében, a Spile-sziklán felfedezett, Albánia területéről ismert legkorábbi sziklarajzok, amelyeket a késő bronzkorra, az i. e. 1100 körüli időszakra kelteznek. Muzafer Korkuti rekonstrukciója alapján a vörös okkerral festett vadászjelenetek lóháton ülő, dárdával felszerelt és kutyákkal kísért férfiakat ábrázolnak, amint egy szarvast űznek.